# Медаља за храброст (Република Српска)
Медаља за храброст (Медаља „Гаврило Принцип“) је установљена 1993. године системом одликовања Републике Српске дефинисаним Уставом Републике Српске у коме се каже: медаље су јавно државно признање Републике Српске које се додјељују лицима или колективима за једнократне изузетне заслуге и дјела, која су по својој природи непоновљива и јединствена, односно за добро обављену дужност или службу или за учествовање у одређеном догађају.
Медаља за храброст (Медаља Гаврила Принципа) је војно одликовање Републике Српске, које има двије класе — златну и сребрну, а додјељује се за једно или више храбрих дјела. Овом медаљом могу бити одликоване и мање јединице и појединци за дјела колективне храбрости.
Натпис на медаљи гласи: Гаврило Принцип за храброст, Република Српска.

## Одликовани
- Командант Ваздухопловства и противваздушне одбране Војске Републике Српске, генерал-мајор Живомир Нинковић посмртно је одликовао 1993. године пилота капетана Бранислава Радуловића медаљом „Гаврило Принцип“. Капетан Бранислав Радуловић је погинуо на задатку на Илиндан 1993. године, за вријеме потписаног примирја између Републике Српске и Федерације БиХ пилотирајући хеликоптером са ознакама Црвеног крста који је превозио рањенике. Заједно са њим поред рањеника је погинула и цијела његова породица: супруга Биљана, кћерка Бранислава и син Бојан.